# Pedicularis dielsiana
Pedicularis dielsiana är en snyltrotsväxtart som beskrevs av Bonati. Pedicularis dielsiana ingår i släktet spiror, och familjen snyltrotsväxter. Inga underarter finns listade i Catalogue of Life.